# Alignement du Bois du Duc
Das Alignement du Bois du Duc liegt nahe dem Waldrand in Spézet, bei Carhaix-Plouguer im Département Finistère in der Bretagne in Frankreich. Wälder mit dem Namen „Bois du Duc“ oder „Forêt du Duc“ (Wald oder Forst des Herzogs) sind häufiger anzutreffen.
Die Steinreihe besteht heute aus einem aufrecht stehenden Menhir von 4,3 m Höhe und drei liegenden Menhiren, von denen einer sieben Schälchen (französisch cupules) trägt und ein anderer etwa 5,8 m lang ist. Ein weiterer Block in der Böschung am westlichen Rand der Straße kann zur Steinreihe gehören. Auf der anderen Seite der Straße sind weitere liegende Menhire am Straßenrand und in einer Wiese sichtbar. Ein Stein wurde in einen Stadtgarten versetzt.
Die Steinreihe ist seit 1923 als Monument historique registriert.
Im Ort befindet sich Reste des römischen Aquädukts von Carhaix-Plouger.
In der Nähe liegt das Alignement von Guernangoué.